# Raimund Lehnert
Raimund Lehnert   (Wielowieś, 14 de març de 1965) o Rajmund Lehnert va ser un ciclista alemany que fou professional entre 1991 i 1994. Va participar en els Jocs Olímpics de Seül.

## Palmarès
Palmarès.
- 1987
  - Vencedor d'una etapa del Tour de Texas
- 1989
  - Campió del món militar en ruta
  - Vencedor d'una etapa de la Volta a la Baixa Saxònia
- 1990
  - Vencedor de 2 etapes de la Ruta del Sud
  - Vencedor d'una etapa de l'International Cycling Classic
  - Vencedor de 2 etapes de la Volta a Cuba
- 1991
  - Vencedor d'una etapa de l'International Cycling Classic
- 1992
  - 1r a la Coca-Cola Trophy
  - Vencedor de 3 etapes de l'International Cycling Classic
- 1993
  - Vencedor de 2 etapes de la Ruta Mèxic
- 1994
  - Vencedor d'una etapa del Tour de Valclusa